# Monte Giove (Calabria)
Il Monte Giove (1239 m s.l.m.) è una montagna dell'altopiano della Sila. Geograficamente è collocata nella Sila Piccola e territorialmente fa parte del comune di Mesoraca, costituisce l'asse montano, sotto i 1.700 m. della Sila Piccola.

## Storia
Montagna sacra per i popoli limitrofi fin dall'antichità, sulla cui cima lo storico locale Andrea Fico vissuto nel sec. XVIII, afferma, di aver trovato i resti del tempio di Giove e di alcuni edifici sacri.

## Posizione geografica
Il monte delimita il confine tra la provincia di Crotone con Catanzaro.
È la prima montagna silana che domina e si affaccia sul marchesato di Crotone da dove si ammira in un unico colpo d'occhio tutto il golfo di Squillace.

## Ambiente naturale
L'ambiente è molto variegato caratterizzato da un bosco d'alto fusto: Pino Laricio, Faggio, Ontano, cerro e quercia. Fino agli 800 metri predomina il castagno i cui frutti determinano una delle filiere economiche della zona, alcune aree sono destinate a pascolo quindi meta di transumanza.La fauna è composta dal: lupo, cinghiale, ghiro, scoiattolo nero e la lepre, tra gli anfibi la salamandrina dagli occhiali e la raganella. Nel sottobosco: è presente la felce aquilina e la rosa canina.Ricco anche di diverse tipologie di funghi pregiati:Amanita caesarea, Lactarius salmonicolor e il Porcino.

## Luoghi d'interesse
Ai piedi della montagna è collocato il Santuario del S.S. Ecce Homo, fondato dai basiliani nel IV secolo e ristrutturato dai francescani nel 1429. Attualmente meta turistica e di pellegrinaggio,è considerato uno scrigno di opere d'arte dei più rinomati artisti.Nella vegetazione sono numerose le "pastillare" una sorta di baita arcaica, costruita con pietra a secco e tetto di coppi, usate per l'essiccazione delle castagne.

## Come raggiungerlo
È raggiungibile percorrendo la Strada statale 109 della Piccola Sila, seguendo le indicazioni per Mesoraca Che portano al Santuario del SS.Ecce Homo, da dove inizia una strada comunale per monte Giove.